# Imst

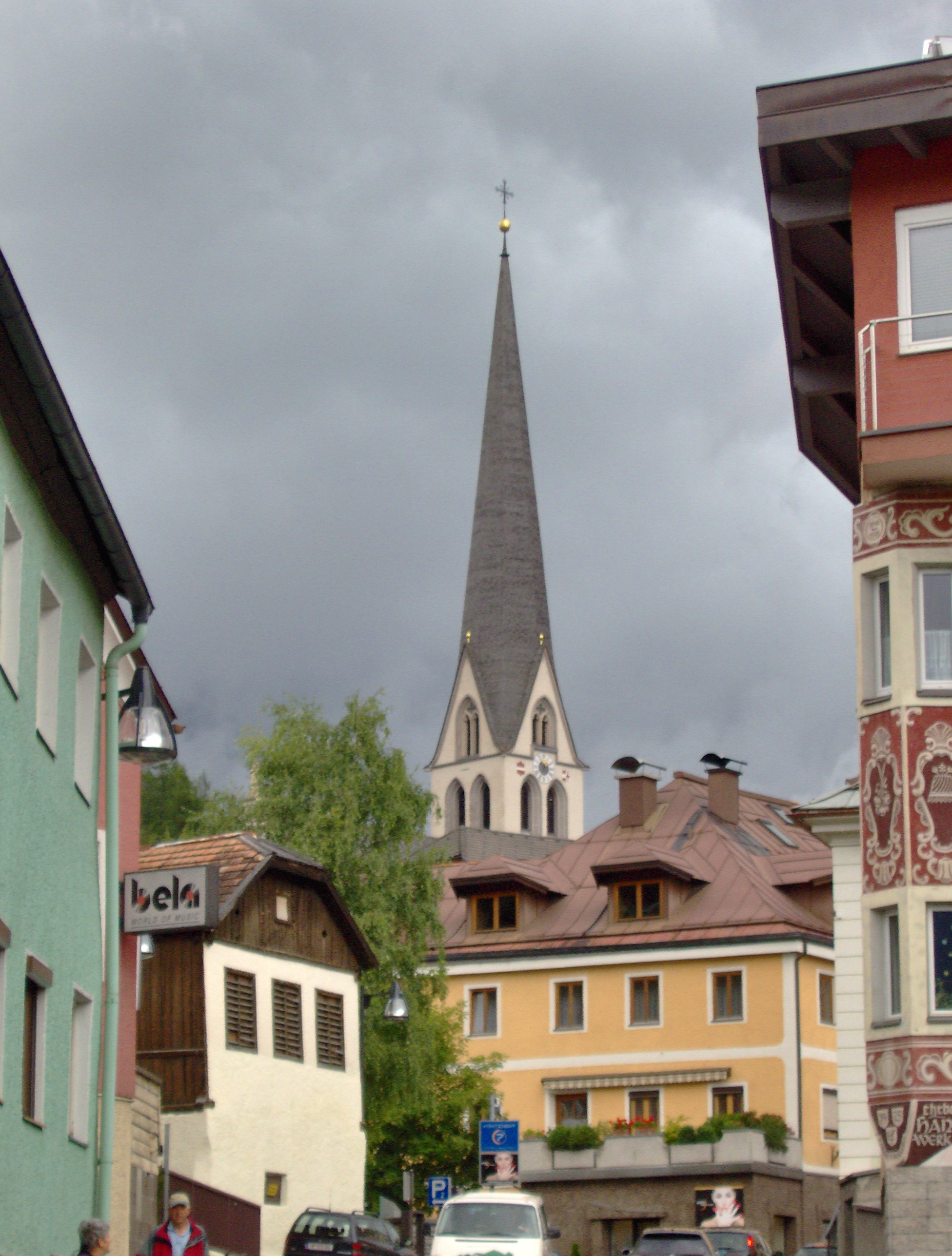
Imst

Imst este un oraș în Austria.